# Marc Cucurella
Marc Cucurella Saseta, né le 22 juillet 1998 à Alella (province de Barcelone, Espagne), est un footballeur international espagnol qui joue au poste de latéral gauche, milieu gauche mais aussi défenseur central gauche au Chelsea FC.

## Biographie

### En club
Cucurella joue pendant six ans dans les catégories inférieures de l'Espanyol de Barcelone. Lors de la saison 2012-2013, à l'âge de 14 ans, il rejoint le FC Barcelone pour jouer avec les cadets.
Lors de la saison 2016-2017, il joue avec les juniors du Barça les demi-finales de l'UEFA Youth League. Cette même saison, il débute avec le FC Barcelone B et obtient la promotion en deuxième division.
Cucurella débute en équipe première le 24 octobre 2017, lors d'un match de Coupe d'Espagne face au Real Murcie. Ayant participé à une rencontre de la compétition, il remporte ainsi son premier trophée en carrière lorsque le Barça soulève la Coupe en 2018.
Le 31 août 2018, il est prêté au SD Eibar avec option d'achat. Il réalise un match étincelant face au Real Madrid en championnat le 24 novembre 2018 (victoire 3 à 0).
Le 19 mai 2019, il marque son premier but en Liga lors de la dernière journée du championnat face à Barcelone (2-2). En fin de saison, Eibar exécute l'option d'achat.
Le 16 juillet 2019, Barcelone récupère Cucurella en exécutant l'option de rachat d'un montant de quatre millions d'euros. Deux jours plus tard, le jeune défenseur est prêté au Getafe CF pour une saison avec une option d'achat de six millions d'euros.
Cucurella joue son premier match le 18 août 2019 face à l'Atlético Madrid lors d'une défaite 1-0. Le 24 août, il se montre décisif en délivrant une passe à Jaime Mata permettant à Getafe d'obtenir un nul 1-1 contre l'Athletic Bilbao.
Le 30 août 2021, il rejoint le club de Brighton & Hove Albion et signe un contrat de 5 ans. Getafe FC touche 18 millions d'euros pour ce transfert. Il fait ses débuts avec son nouveau club dans la rencontre opposant Brighton à Brentford, le 11 septembre 2021.
Le 5 août 2022, Marc Cucurella rejoint Chelsea, où il signe un contrat de 6 ans.

### En équipe nationale
Cucurella évolue dans les différentes catégories juniors de l'équipe d'Espagne.
Avec les moins de 17 ans, il participe au championnat d'Europe des moins de 17 ans en 2015. Lors de cette compétition, il joue cinq matchs. L'Espagne se classe sixième de cette compétition.
Au mois de septembre 2019, Cucurella est appelé en équipe d'Espagne espoirs. Le 6 septembre, il est titulaire pour son premier match contre le Kazakhstan. Cucurella inscrit son premier but avec la Rojita le 15 octobre lors d'une victoire 0-2 face au Monténégro.
Le 8 juin 2021, il honore sa première sélection avec l'équipe d'Espagne contre la Lituanie en match amical (victoire 4-0).
En mai 2024, il figure dans une liste élargie de 29 joueurs appelés par Luis de la Fuente pour l'Euro 2024 puis il fait partie de la liste définitive de 26 joueurs publiée le 7 juin,.

## Statistiques
| Saison                | Club                   | Championnat           | Championnat | Championnat | Championnat | Coupe nationale | Coupe nationale | Coupe nationale | Coupe de la Ligue | Coupe de la Ligue | Coupe de la Ligue | Compétition(s) continentale(s) | Compétition(s) continentale(s) | Compétition(s) continentale(s) | Compétition(s) continentale(s) | Barrages | Barrages | Barrages | Coupe du monde des clubs | Coupe du monde des clubs | Coupe du monde des clubs | Total | Total | Total |
| Saison                | Club                   | Division              | M.          | B.          | P.d.        | M.              | B.              | P.d.            | M.                | B.                | P.d.              | Comp.                          | M.                             | B.                             | P.d.                           | M.       | B.       | P.d.     | M.                       | B.                       | P.d.                     | M.    | B.    | P.d.  |
| 2016-2017             | FC Barcelone B         | D3                    | 11          | 0           | 4           | -               | -               | -               | -                 | -                 | -                 | -                              | -                              | -                              | -                              | 6        | 0        | 0        | -                        | -                        | -                        | 17    | 0     | 4     |
| 2017-2018             | FC Barcelone B         | D2                    | 37          | 1           | 4           | -               | -               | -               | -                 | -                 | -                 | -                              | -                              | -                              | -                              | -        | -        | -        | -                        | -                        | -                        | 37    | 1     | 4     |
| Sous-total            | Sous-total             | Sous-total            | 48          | 1           | 8           | -               | -               | -               | -                 | -                 | -                 | -                              | -                              | -                              | -                              | 6        | 0        | 0        | -                        | -                        | -                        | 54    | 1     | 8     |
| 2017-2018             | FC Barcelone           | Liga                  | -           | -           | -           | 1               | 0               | 0               | -                 | -                 | -                 | -                              | -                              | -                              | -                              | -        | -        | -        | -                        | -                        | -                        | 1     | 0     | 0     |
| 2018-2019             | SD Eibar (prêt)        | Liga                  | 31          | 1           | 2           | 2               | 1               | 0               | -                 | -                 | -                 | -                              | -                              | -                              | -                              | -        | -        | -        | -                        | -                        | -                        | 33    | 2     | 2     |
| 2019-2020             | Getafe CF (prêt)       | Liga                  | 37          | 1           | 5           | 1               | 0               | 0               | -                 | -                 | -                 | C3                             | 8                              | 0                              | 0                              | -        | -        | -        | -                        | -                        | -                        | 46    | 1     | 5     |
| 2020-2021             | Getafe CF              | Liga                  | 37          | 3           | 0           | 2               | 0               | 0               | -                 | -                 | -                 | -                              | -                              | -                              | -                              | -        | -        | -        | -                        | -                        | -                        | 39    | 3     | 0     |
| 2021-2022             | Getafe CF              | Liga                  | 1           | 0           | 0           | -               | -               | -               | -                 | -                 | -                 | -                              | -                              | -                              | -                              | -        | -        | -        | -                        | -                        | -                        | 1     | 0     | 0     |
| Sous-total            | Sous-total             | Sous-total            | 75          | 4           | 5           | 3               | 0               | 0               | -                 | -                 | -                 | -                              | 8                              | 0                              | 0                              | -        | -        | -        | -                        | -                        | -                        | 86    | 4     | 5     |
| 2021-2022             | Brighton & Hove Albion | Premier League        | 34          | 1           | 1           | 2               | 0               | 0               | 1                 | 0                 | 1                 | -                              | -                              | -                              | -                              | -        | -        | -        | -                        | -                        | -                        | 37    | 1     | 2     |
| 2022-2023             | Chelsea FC             | Premier League        | 23          | 0           | 2           | 1               | 0               | -               | -                 | -                 | -                 | C1                             | 8                              | 0                              | 0                              | -        | -        | -        | -                        | -                        | -                        | 32    | 0     | 2     |
| 2023-2024             | Chelsea FC             | Premier League        | 21          | 0           | 2           | 2               | 1               | 0               | 3                 | 0                 | 0                 | -                              | -                              | -                              | -                              | -        | -        | -        | -                        | -                        | -                        | 26    | 1     | 2     |
| 2024-2025             | Chelsea FC             | Premier League        | 36          | 5           | 2           | 2               | 0               | 1               | 1                 | 0                 | 0                 | C4                             | 9                              | 2                              | 1                              | -        | -        | -        | 6                        | 0                        | 0                        | 54    | 7     | 4     |
| 2025-2026             | Chelsea FC             | Premier League        | 1           | 0           | 0           | -               | -               | -               | -                 | -                 | -                 | C1                             | 0                              | 0                              | 0                              | -        | -        | -        | -                        | -                        | -                        | 1     | 0     | 0     |
| Sous-total            | Sous-total             | Sous-total            | 81          | 5           | 6           | 5               | 1               | 1               | 4                 | 0                 | 0                 | -                              | 17                             | 1                              | 1                              | -        | -        | -        | 6                        | 0                        | 0                        | 113   | 7     | 8     |
| Total sur la carrière | Total sur la carrière  | Total sur la carrière | 263         | 12          | 21          | 14              | 2               | 1               | 5                 | 0                 | 1                 | -                              | 25                             | 1                              | 1                              | 6        | 0        | 0        | 6                        | 0                        | 0                        | 319   | 15    | 24    |

## Palmarès

### En club
FC Barcelone
- Coupe d'Espagne
  - Vainqueur en 2018

 Chelsea
- - Vainqueur de l'UEFA Conférence League en 2024-25

- Coupe du monde des clubs
  - Vainqueur en 2025

### En sélection
Espagne
Vainqueur de l’Euro 2024

#### Espagne olympique
- Médaillé d'argent aux Jeux olympiques en 2021